# Igelsjön, Dalarna
Igelsjön är en sjö i Vansbro kommun i Dalarna och ingår i Dalälvens huvudavrinningsområde. Sjön har en area på 0,128 kvadratkilometer och ligger 270,1 meter över havet.

## Delavrinningsområde
Igelsjön ingår i det delavrinningsområde (671441-140285) som SMHI kallar för Utloppet av Acktjärnen. Medelhöjden är 314 meter över havet och ytan är 17,49 kvadratkilometer. Räknas de 4 avrinningsområdena uppströms in blir den ackumulerade arean 51,65 kvadratkilometer. Gruckån som avvattnar avrinningsområdet har biflödesordning 3, vilket innebär att vattnet flödar genom totalt 3 vattendrag innan det når havet efter 336 kilometer. Avrinningsområdet består mestadels av skog (77 procent) och sankmarker (13 procent). Avrinningsområdet har 0,76 kvadratkilometer vattenytor vilket ger det en sjöprocent på 4,3 procent.